# Richmond Rhythm
I Richmond Rhythm sono stati una società di pallacanestro statunitense con sede a Richmond, in Virginia.
Fondati nel 1998, hanno partecipato ai due campionati della IBL.

## Stagioni
| Stagione | Lega | Denominazione   | V  | P  | %    | Piazzamento | Play-off |
| -------- | ---- | --------------- | -- | -- | ---- | ----------- | -------- |
| 1999-00  | IBL  | Richmond Rhythm | 23 | 41 | 35,9 | 3º          | Finale   |
| 2000-01  | IBL  | Richmond Rhythm | 10 | 41 | 19,6 | 6º          | -        |